# Summer World University Games 2025/Teilnehmer (Ägypten)
| Gelbes Symbol für Goldmedaillen mit stilisierten Olympischen Ringen | Graues Symbol für Silbermedaillen mit stilisierten Olympischen Ringen | Braundes Symbol für Bronzemedaillen mit stilisierten Olympischen Ringen |
| ------------------------------------------------------------------- | --------------------------------------------------------------------- | ----------------------------------------------------------------------- |
| —                                                                   | 1                                                                     | —                                                                       |

Ägypten nahm an den Summer World University Games 2025 vom 16. bis zum 27. Juli mit 25 Athleten (16 Männer und 9 Frauen) teil.

## Medaillen

### Medaillenspiegel
| Rang   | Sportart  | Gold | Silber | Bronze | Gesamt |
| ------ | --------- | ---- | ------ | ------ | ------ |
| 1      | Taekwondo | –    | 1      | –      | 1      |
| Gesamt | Gesamt    | 0    | 1      | 0      | 1      |

### Medaillengewinner
| Name/n                                                   | Sportart  | Wettkampf          |
| -------------------------------------------------------- | --------- | ------------------ |
| Silber                                                   |           |                    |
| Aya Shehata Yahia Mohamed Abdallah Hassan Nadine Mahmoud | Taekwondo | Mixed-Team Kyorugi |

## Teilnehmer nach Sportarten

### Badminton
| Männer - Ahmed Ali Bahnsawy - Kareem Ezzat | Frauen - Jana Abdelkader - Kawther Rabie |

### Basketball

#### 3×3-Basketball
Männer
- Mohamed Khedr
- Bahaa Abdelmaged
- Mohamed El-Mansy
- Adam El-Feky

### Leichtathletik
| Männer - Youssef Badawy - Basil Abosina - Moataz El-Gohary | Frauen - Rawan Barakat |

### Taekwondo
| Männer - Moatazbellah Assem - Omar El-Sersy - Abdallah Hassan - Yahia Mohamed | Frauen - Shahd El-Hosseiny - Nadine Mahmoud - Aya Shehata |

### Turnen

#### Gerätturnen
| Männer - Abdelrahman Abdelhaleem - Mohamed Afify - Ali Abdelkader | Frauen - Malak Chawkat - Jana Mahmoud - Jana Abdelsalam |